# Rock’n’Roll Club Sixteen Luzern
Der Rock’n’Roll Club Sixteen Luzern (RRC Sixteen) ist ein Tanzsportverein mit Sitz in Luzern (CH), der die Turniersportart Rock ’n’ Roll und das Showtanzen betreibt. Der RRC Sixteen ist Mitglied der Swiss Rock ’n’ Roll Confederation (SRRC).

## Geschichte
Der Rock’n’Roll Club Sixteen Luzern wurde 1987 in Eich (LU) gegründet. Es waren 16 Gründungsmitglieder, davon ist der Vereinsname abgeleitet: Sixteen. Der Gründungspräsident war Othmar Amrein.

## Erfolge
Die grössten Erfolge im Formationstanzen hatte der Rock’n’Roll Club Sixteen Luzern 1999 und 2000 als Weltmeister in der Quattro-Class (vier Paare). 2000 und 2006 ertanzte der Verein den Vize-Weltmeistertitel der Master-Class (sechs bis acht Paare).
Nebst unzähligen Showauftritten konnten diese Erfolge erzielt werden:
- 1994: Essen (D), Rock’n’Roll-WM der Formationen, 3. Rang Master-Class
- 1996: Luzern (CH), Rock’n’Roll-WM der Formationen, 3. Rang Master-Class
- 1999: Koblenz (D), Rock’n’Roll-WM der Formationen, Weltmeister Quattro-Class
- 2000: Luzern (CH), Rock’n’Roll-WM der Formationen, Weltmeister Quattro-Class
- 2000: Luzern (CH), Rock’n’Roll-WM der Formationen, Vizeweltmeister Master-Class
- 2003: Lyon (F), Rock’n’Roll-EM der Formationen, 3. Rang Quattro-Class
- 2004: Riesa (D), Rock’n’Roll-WM der Formationen, 5. Rang Quattro-Class
- 2005: Böblingen (D), Rock’n’Roll-WM der Formationen, 3. Rang Master-Class
- 2006: Baar (CH), Rock’n’Roll-WM der Formationen, Vizeweltmeister Master-Class
- 2010: München (D), Rock’n’Roll-WM der Formationen, 5. Rang Master-Class

Gleichzeitig ist der Club seit 1993 x-facher Schweizer Meister im Formationstanzen.

## Ehrungen
- 2000: Luzerner Sportpreis, Sportverband des Kantons Luzern
- 2000: Zentralschweizer Sportler des Jahres, 2. Platz bei den Mannschaften

## X6-Logo
Das X6-Logo entstand aus folgenden Überlegungen: X (für die römische Zahl 10) plus 6 = 16 (Sixteen). Zusätzlich ist im Namen Sixteen das x eingebettet. 

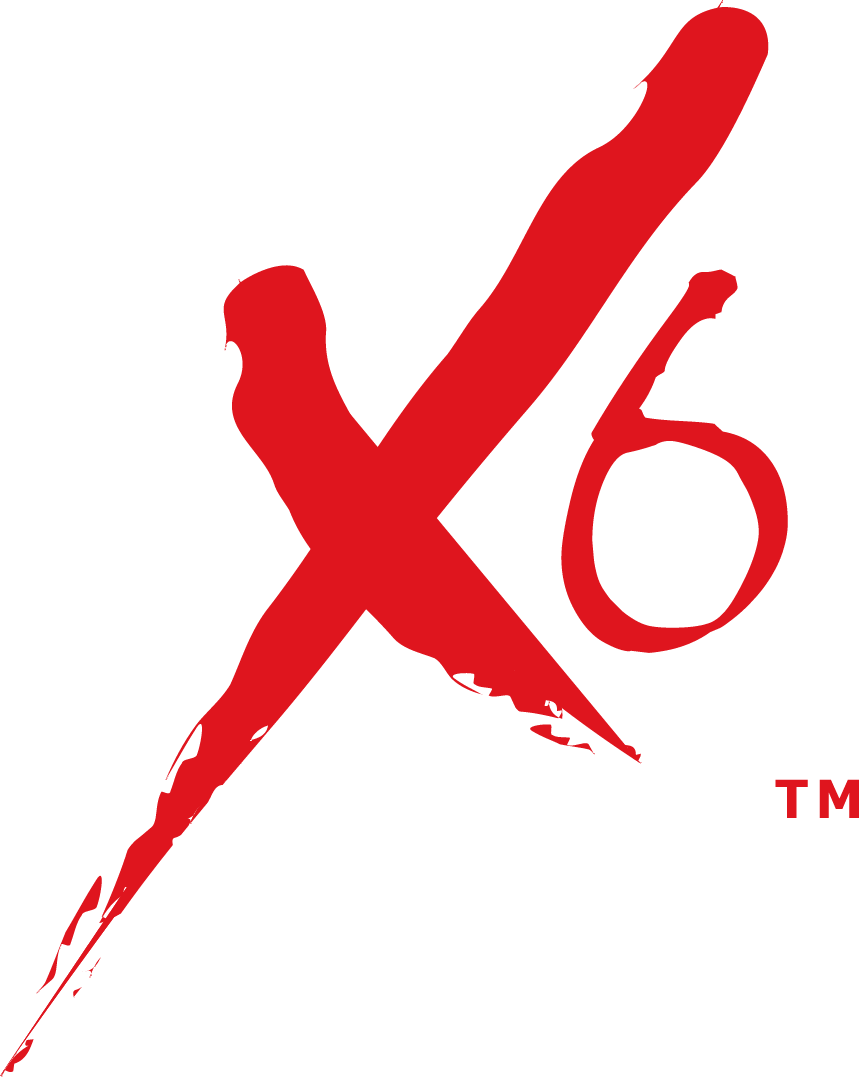
X6-Logo

## RRC Sixteen als Organisator
Als Veranstalter von diversen Wettbewerben und Unterhaltungsabenden ist der RRC Sixteen tätig:
- 1996: Rock’n’Roll-Formation-WM in Luzern
- 2000: Rock’n’Roll-Formation-WM im Kultur- und Kongresszentrum Luzern
- 2006: Rock’n’Roll-Formation-WM in Baar (ZG)

Ebenso wurden erfolgreich Unterhaltungsabende mit unter anderem der jeweiligen aktuellen Show vom RRC Sixteen organisiert.

## Präsidentenliste
- 1987–1993: Othmar Amrein
- 1993–2001: Sandro Schnarwiler
- 2001–2007: Andreas Köck
- 2007–2014: Stefan Müller
- 2014–2022: Claudia Müller
- 2022–2024: Martin Küng
- seit 2024: Marco Fäh